# 王大陸
王大陸（1991年5月29日—），台灣男演員。2015年出演電影《我的少女時代》的男主角「徐太宇」而成名。

## 演藝生涯

### 經歷
- 王大陸早年就讀台北市私立復興中小學[4]。他原本要和柯震東一起到台北市私立東山高級中學就讀，但父親見他不愛念書，就讀一學期就把他送到美國紐約報名軍校。軍校嚴厲規矩讓他吃不消，曾坦言剛過去的時候每天都在哭，直到暑假短暫回台灣，意外被星探發掘進入演藝圈；他也堅持不回美國，決定發展演藝事業[5]。

- 王大陸對外表示只有莊敬高職畢業，不過卻被爆料他兩年前就到嘉義縣稻江科技暨管理學院就讀，鮮少到學校上課卻也沒有被退學。對此經紀人則表示，是因為不希望影響到其他同學，才沒有主動提出此事[6]。其實他在《蘋果》娛樂新聞粉絲團的「明星聊很開」受訪時，曾被問何時去當兵，當時他愣了一下才回「畢業就去當」並未刻意隱瞞還在求學[7]。

- 2016年，王大陸接演奇幻古裝片《鮫珠傳》，在橫店拍攝四個月，並接受自己的偶像周星馳御用武術指導谷軒昭訓練。同年亦參與拍攝草蜢的新曲《完美》MV，和自己的另一偶像鄭伊健合作[8]。

### 軼事
2016年12月2日，因為在韓國MAMA典禮致詞時發生了「大平台」事件，說出「滿滿的大！平！台！」這句名言而登上各大媒體版面。
他憑《我的少女時代》爆紅，先是裸泳慶功公主抱同樣跳進泳池的已婚導演陳玉珊，後來又被踢爆與對方在慶功宴上舌吻10秒，連陳玉珊的老公都尷尬迴避。當時這段八卦可說相當轟動，陳玉珊事後還在臉書發文，透露為此還特別寫千字文向女兒解釋。而兩人之後還合作了電視劇《狼殿下》與電影《一吻定情》。

## 個人生活

### 家庭
- 2020年8月9日，王大陆的母亲因脑肿瘤而去世。

### 感情
- 2021年5月，有媒體拍到王大陸和馬來西亞女星蔡卓宜在上海街頭擁吻和公主抱的畫面，兩人戀情正式曝光。兩人之前在戀愛綜藝《怦然再心動》中結緣。[10]
- 2022年12月，王大陸於節目中介紹蔡卓宜為“我的女友”，終於一年後承認戀情。
- 2023年9月，王大陸被傳出與蔡卓宜分手，但兩人均未承認，之後王大陸被拍到與一名叫沐轩的女子出遊，被傳出新戀情。
- 2023年11月4日，王大陸默認與蔡卓宜分手。[11]

- 2024年1月3日，王大陸承認與蔡卓宜分手，並承認跟沐軒的新戀情。

## 爭議

### 經紀合約糾紛
2016年1月，王大陸因要求和老闆柴智屏解除經紀合約，雙方爆發糾紛、對簿公堂。王大陸委託律師於該年1月4日提告柴智屏，委任律師表示，王在群星瑞智未走紅的三年期間，賺不到台幣100萬元；如今提解約卻被柴智屏要求支付台幣3,000萬元的解約金，未來四年照合約比例被柴繼續抽佣，另需演完三部片，且每部只能收取100萬元人民幣酬勞，令王大陸覺得條件苛刻。此外，王大陸在接演《我的少女時代》前，就感受到公司對他的不平等待遇，亦曾被暗示過公司隨時可能與他終止合約，這是讓他想離開的癥結點。
王大陸的律師認為，王大陸在2015年12月16日，已委託律師發函給群星瑞智要求終止合約，王的律師認定「2015年12月17日」時合約已宣告終止，但柴智屏仍認為王大陸為其藝人，雙方已無信賴基礎，所以決定提告以認定「王大陸與柴智屏的合約關係不存在」。柴智屏對此表示訝異，強調公司沒對藝人違約，且合約為雙方同意始簽訂，不是單方面認定就能解除，希望對方能真誠理性看待合作關係。
柴智屏和王大陸對於彼此在解約過程中所持協商態度、解約條件等細節各執一詞，雙方持續透過媒體互相抨擊。王家認為柴智屏開出苛刻條件、完全不念舊情，甚至一度開出台幣6,000萬元的高額解約金，且透過媒體版面嚴重傷害王大陸。柴智屏透過群星瑞智公司發表聲明回應，自己一直等待王大陸主動提出和解方案，亦無要求解約金6,000萬元一事。公司願意跟王大陸提早解約、賠償金可全數捐助公益，但希望王大陸為此事造成的負面影響及個人任意解約且不負責任的輕率態度，向娛樂圈及藝人經紀產業公開道歉，並感謝公司經紀團隊過去對王的付出與貢獻，否則對於未來願意努力經營或投入藝人經紀產業之公司或個人將造成不良影響。
事件發生後，王大陸被外界批判「忘本」，他反問：「如果《我的少女時代》沒紅，大家還會這樣講嗎？」柴智屏則表示：「我覺得他迷失了。我傳訊息約他坐下來談，他回說要透過律師談。」
2016年3月，王大陸和柴智屏雙方達成和解協議，相關內容和條件皆對外保密。

### 逃避兵役事件
2025年2月18日，王大陸因涉嫌以百萬高價找上專業集團，佯裝生病騙得不實的疾病診斷證明，被內政部警政署刑事警察局偵查第二大隊以妨害兵役、偽造文書等罪帶回調查。下午移送臺灣新北地方檢察署，檢察官認為王大陸涉犯妨害兵役治罪條例等罪嫌，犯罪嫌疑重大（但無羈押必要），諭令15萬元交保。
2025年3月13日，王大陸搭專車赴成功嶺報到，依政策服1年替代役。2025年6月16日，新北地檢署對王大陸因涉嫌逃避兵役一案偵結起訴。

### 毆打司機事件
2025年3月4日，王大陸遭警方依涉嫌殺人未遂移送臺灣新北地方檢察署偵辦。理由是在2024年4月王大陸搭機返台時，事先透過Uber叫車到機場接送，結果派來的車不符合王大陸的要求加上王大陸不滿司機繞路，引發一陣口角。後來下車後因鑰匙遺落車內，王大陸不會開車門用力捶車窗，引發司機不滿，雙方爆發激烈口角。事後王大陸跟富二代好友游翔閔抱怨，游翔閔找黑道友人幫忙找到同一位駕駛後尋仇，王大陸甚至還和好友炫耀。檢察官偵辦王大陸逃兵案時，從查扣的手機內發現此事，甚至還有打手打人之後拍攝傷者的畫面。
檢察官訊問後，認定王大陸、游翔閔均涉犯《刑法》第29條第1項、第277條第1項之教唆傷害、《個人資料保護法》第41條第1項之非法利用個人資料等罪嫌；王大陸另涉《刑法》第214條使公務員登載不實罪嫌。檢方考量兩人犯罪嫌疑重大，且有逃亡、勾串、滅證之虞，因此聲請羈押禁見。
3月5日凌晨法官裁定王大陸500萬元交保，游翔閔羈押禁見。法官認為，游翔閔涉犯刑法教唆傷害罪、個人資料保護法非公務機關非法利用個人資料罪等罪嫌，犯嫌重大，有串滅證之虞，有羈押之必要，而裁定羈押並禁止接見通信。至於王大陸，法官認為他也涉刑法使公務員登載不實罪、教唆傷害罪、非公務機關非法利用個人資料罪等罪嫌，罪嫌重大，有逃亡、串證之虞。但考量經檢警二度搜索查扣相關事證，且共犯游男經裁定羈押禁見，串證、滅證之風險已降低，認無羈押之必要，裁定500萬元交保，並限制出境、出海及限制住居。

## 演出作品

### 電影
| 上映年份 | 電影名稱             | 飾演           | 備註   |
| 2010     | 《街角的小王子》     | 陸陸           |        |
| 2014     | 《相愛的七種設計》   | 阿強           |        |
| 2015     | 《我的少女時代》     | 徐太宇         | 男主角 |
| 2016     | 《一萬公里的約定》   | 阿軒           |        |
| 2016     | 《28歲未成年》       | 嚴岩           |        |
| 2016     | 《鐵道飛虎》         | 大國           | 客串   |
| 2017     | 《鲛珠傳》           | 泥空空         | 男主角 |
| 2018     | 《英雄本色2018》     | 馬珂           |        |
| 2018     | 《素人特工》         | 趙風           | 男主角 |
| 2019     | 《一吻定情》         | 江直树         | 男主角 |
| 2019     | 《小小的願望》       | 徐浩           |        |
| 2020     | 《打噴嚏》           | 葉建漢         | 客串   |
| 2021     | 《超级的我》         | 桑榆           | 男主角 |
| 2022     | 《世界上最爱我的人》 | 陈民忠         |        |
| 2023     | 《孤注一擲》         | 顾天之（阿天） |        |
| 2023     | 《怒潮》             | 馬文康         |        |
| 2023     | 《普通男女》         | 李總           |        |
| 2024     | 《来自汪星的你》     | 秦天           |        |
| 2024     | 《云边有个小卖部》   | 毛志杰         |        |
| 2024     | 《好運來》           | 阿伦           |        |

### 電視劇
| 播出年份 | 劇名                     | 飾演               | 集數               | 性質   |
| 2008     | 《霹靂MIT》              | 楊聖凱             | 第13集             | 客串   |
| 2009     | 《閃亮的日子》           | 小林光輔（李志峰） | 第36集至63集       |        |
| 2010     | 《死神少女》             | 小海               | 第15集至16集       |        |
| 2010     | 《國民英雄》             | 顧永恩             | 第8集              |        |
| 2010     | 《下課後的青春》         | 劉大任             | 全                 |        |
| 2011     | 《背影》                 | 大英               | 單元劇             |        |
| 2014     | 《白袍下的高跟鞋》       | 柯宇浩             | 第2集-第4集、第6集 |        |
| 2015     | 《偷窺心事》             | 阿國               | -                  |        |
| 2017     | 《逆襲之星途璀璨》       | 他自己             | -                  | 客串   |
| 2017     | 《鬼吹燈之牧野詭事》     | 胡天               | 共24集             | 男主角 |
| 2019     | 《未来的秘密》           | 羅志石             |                    |        |
| 2020     | 《鑑愛男女》             |                    |                    | 客串   |
| 2020     | 《狼殿下》               | 渤王/楚有炆/狼仔   | 共48集             | 男主角 |
| 2024     | 《五行世家》             | 火小邪             | 共12集             | 男主角 |
| 待播     | 《在不安的世界安靜的活》 | 周嘉泽             |                    |        |
| 待播     | 《信條》                 | 齊風               |                    |        |
| 待播     | 《吉屋》                 | 韓廷威             |                    |        |

### 綜藝真人秀
| 日期           | 片名                     | 备注     |
| -------------- | ------------------------ | -------- |
| 2018年4月1日   | 《高能少年團》第一季     |          |
| 2018年4月28日  | 《高能少年團》第二季     |          |
| 2019年7月12日  | 《篮板青春》             | 實習教練 |
| 2020年3月6日   | 《我家那閨女》第二季     | 第四期   |
| 2020年5月23日  | 《看我的生活》           | 常駐嘉賓 |
| 2020年6月20日  | 《創造營2020》           | 助陣學長 |
| 2020年12月17日 | 《天天向上》             |          |
| 2021年2月20日  | 《快樂大本營》           |          |
| 2022年10月29日 | 《我们的滚烫人生》第二季 |          |
| 2022年4月12日  | 《披荆斩棘》第二季       |          |
| 2022年11月9日  | 《大湾仔的夜》第二季     |          |
| 2023年7月22日  | 《全員加速中》           |          |
| 2022年12月11日 | 《哎呀好身材》第四季     |          |
| 2024年10月5日  | 《艾嘉食堂》             |          |

### 動畫配音
| 上映年份 | 日期    | 電影名稱                       | 飾演     |
| 2016     | 1月29日 | 妖怪手錶電影版：誕生的秘密喵！ | 天野景藏 |

### MV
- 2008年 五月天《突然好想你》
- 2009年 王心凌《美麗的日子》
- 2009年 S.H.E《鎖住時間》
- 2011年 梁心颐《Darling》
- 2011年 MP魔幻力量《讓我罩著你》
- 2011年 郁可唯&林凡《聽你说》
- 2013年 伍佰《愛妳越來越多》
- 2015年 徐詣帆《思念的汪洋》
- 2016年 草蜢《完美》
- 2016年 五月天《後來的我們》
- 2018年 簡廷芮《全世界只有你不懂》
- 2023年 徐暐翔《我們到底算什麼》

### 微電影
- 2011Pond's 愛情的兩張臉
- 2012香必飄  逆轉一刻‧真香
- 2014交通部航港局 青春時光

## 出版作品

### 書籍
| 出版日期 | 書名           | 作者   | 出版社 | ISBN               |
| 2015年   | 《發現新大陸》 | 王大陸 | 皇冠   | ISBN 9789578039957 |

### 音樂單曲
- 2023年 《Ready for a Show》
- 2024年 《再見往事》

## 獎項和提名
| 年份   | 獎項                                                          | 類別                         | 結果 | 參考          |
| 2016年 | 愛奇藝尖叫之夜頒獎典禮                                        | 年度電影新人                 | 獲獎 |               |
| 2016年 | 第20屆全球華語音樂榜中榜頒獎典禮                              | 榜中榜年度影視叱吒人氣之星獎 | 獲獎 |               |
| 2016年 | 第5屆韓國電視劇大賞頒獎典禮 (Korea APAN Star Awards Ceremony) | Rising Star獎                | 獲獎 |               |
| 2017年 | 向上時尚之夜                                                  | 年度人氣男神獎               | 獲獎 |               |
| 2018年 | 成龍國際動作電影周                                            | 最佳動作新人榮譽獎           | 提名 | [ 29 ] [ 30 ] |

## 外部連結
- 王大陸的Facebook專頁
- 王大陸的Instagram帳戶
- 王大陸TaluWang的新浪微博
- 王大陸在互联网电影资料库（IMDb）上的資料（英文）
- 王大陸在香港影庫上的簡介
- 王大陸在豆瓣上的资料（简体中文）
- 王大陸在时光网上的簡介（简体中文）
- 王大陸在台灣電影網上的資料（繁體中文）
- 華文影史庫 王大陸 簡介 （页面存档备份，存于）